# Maple
Maple — комерційна система комп'ютерної алгебри від компанії Waterloo Maple. Перша обмежена версія була розроблена та оприлюднено в грудні 1980 року групою Symbolic Computation Group під керівництвом Кіта Ґеддеса з університету Во́терлу, місто Ватерлоо (Во́терлу), Онтаріо, Канада. Перший раз була продемонстрована на конференціях в 1982-ому році. До кінця 1983 року понад 50 університетів мали копії Maple, встановлені на їх машинах. Остання версія містить понад 5000 функцій для більшості розділів сучасної математики, моделювання та інтерактивної візуалізації, підтримує мову програмування Maple, і дозволяє комбінувати алгоритми, результати обчислення, математичні формули, текст, графіку, діаграми та анімацію зі звуком в електронному документі.
З 1988 року програму Maple розробляє й продає ліцензії компанія Waterloo Maple Inc. (також знана як Maplesoft) — канадська компанія з Ватерлоо, Онтаріо, Канада.

## Можливості
- Символьні обчислення і чисельні методи
- Математичні функції та методи
- Розв'язування рівнянь
- Диференціальні рівняння
- Лінійна алгебра
- Оптимізація
- Програмування
- Операції з розмірностями та одиницями вимірювання величин
- Редактор математичних формул
- Візуалізація, графіки, інтерактивні меню та асистенти
- Шаблони-приклади для стандартних проблем
- Елементи для розробки графічних інтерфейсів
- Доступ до MapleCloud-сховища для обміну документами між користувачами та колегами
- Понад 30 палітр відсортованих для створення та редагування математичних виразів
- Розпізнавання рукописних формул
- Інструментарій для фінансового моделювання
- Статистичне моделювання
- Фізичні моделі
- Високопродуктивні обчислення
- Автоматичне розпаралелювання
- Багатонитеве програмування
- Обчислення в Ґрід мережах
- Підтримка CUDA
- Інтерфейс для Matlab
- Експорт в інші мови програмування
- Чистеми доступу до баз даних
- Інтерфейс до математичної бібліотеки NAG

## Базові функції Maple
- Стандартні математичні функції

| Математичний запис                             | Запис Maple  |
| {\displaystyle e^{x}}                          | exp(x)       |
| {\displaystyle \ln x}                          | ln(x)        |
| {\displaystyle \lg x}                          | lg(x)        |
| {\displaystyle \log _{a}x}                     | log[a](x)    |
| {\displaystyle {\sqrt {x}}}                    | sqrt(x)      |
| {\displaystyle \|x\|}                          | abs(x)       |
| {\displaystyle \sin x}                         | sin(x)       |
| {\displaystyle \cos x}                         | cos(x)       |
| {\displaystyle \operatorname {tg} \,x}         | tan(x)       |
| {\displaystyle \operatorname {ctg} \,x}        | cot(x)       |
| {\displaystyle \sec x}                         | sec(x)       |
| {\displaystyle \csc x}                         | csc(x)       |
| {\displaystyle \arcsin x}                      | arcsin(x)    |
| {\displaystyle \arccos x}                      | arccos(x)    |
| {\displaystyle \operatorname {arctg} \,x}      | arctan(x)    |
| {\displaystyle \operatorname {arcctg} \,x}     | arccot(x)    |
| {\displaystyle \sinh x}                        | sinh(x)      |
| {\displaystyle \cosh x}                        | cosh(x)      |
| {\displaystyle \tanh x}                        | tanh(x)      |
| {\displaystyle \coth x}                        | coth(x)      |
| {\displaystyle \delta (x)} — функція Дірака    | Dirac(x)     |
| {\displaystyle \theta (x)} — функція Хевісайда | Heaviside(x) |

## Приклад коду

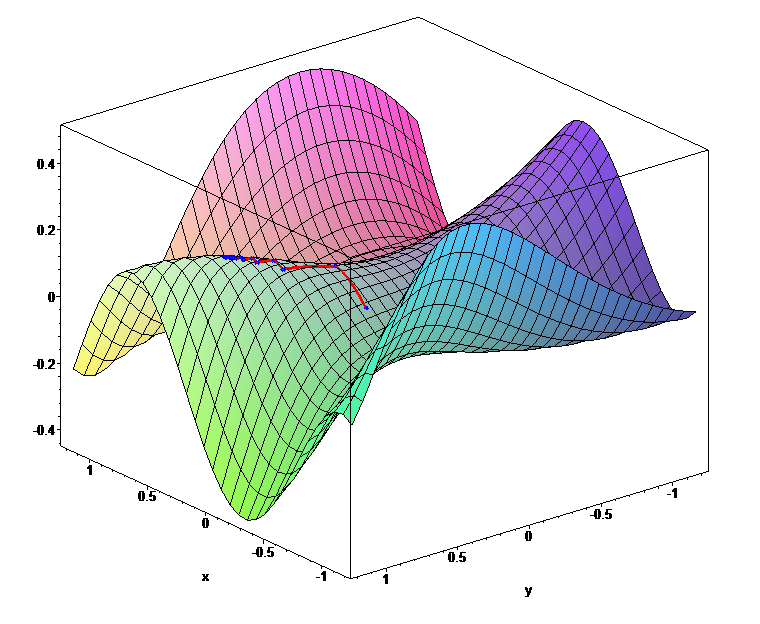
Приклад тривимірного графіка в Maple

Наведений нижче код вираховує корені диференціального рівняння з умовою:
```
dsolve
({
diff
(
y
(
x
),
 
x
,
 
x
)
 
-
 
3
*
y
(
x
)
 
=
 
x
,
 
y
(
0
)=
0
,
 
D
(
y
)(
0
)=
2
},
 
y
(
x
));

```